# Christian Bonaud
Yahya Christian Bonaud, également connu sous le nom de Yahya Alaoui ou Yahya Bonnaud, né le 4 mai 1957 à Fribourg-en-Brisgau en Allemagne et mort le 26 août 2019 à Abidjan en Côte-d'Ivoire, est un islamologue français, écrivain, traducteur et commentateur du Coran en français. 
Il était professeur à l'Université Al-Mustafa International à Qom en Iran. Il est né dans une famille catholique. Il s’est converti à l’islam en 1979.

## Biographie
Yahya Christian Bonaud est né en 1957 dans une famille catholique en 1957 à Fribourg-en-Brisgau en Allemagne. À cause de la carrière de son père, il a vécu en Allemagne et en Algérie jusqu’à l’âge de 10 ans puis il s’est installé à Strasbourg.
Christian Bonnaud s’est familiarisé avec les œuvres de René Guénon, philosophe musulman français et sous l’influence de ses œuvres, il s’est converti à l’islam en 1979. Puis il a commencé à faire des études en langue et littérature arabes et sur l’islamologie qui l’ont conduit à lire les écrits d'Henry Corbin sur la gnose chiite.
Avec les orientations d’Amadou Hampâté Bâ, gnostique africain et chef spirituel du tidjanisme, il se reconvertit au chiisme, adoptant le nom de Yahya.
Yahya Bonaud fit sa thèse de doctorat sur l’Imam Khomeini, intitulée Les œuvres philosophique de l’imam Khomeini, thèse reprise et publié en tant que livre sous le titre de Un gnostique méconnu du 20e siècle. Pendant l’écriture de sa thèse, le professeur passa sept années en Iran et il participa aux cours de Seyyed Jalal al-Addin Ashtiani.
Il décède à Abidjan (Côte-d'Ivoire) le 26 août 2019.

## Œuvres
- Christian Bonaud ; bibliogr. sélective établie par Sara Descamps-Wassif, etc. ; préface de Michel Chodkiewicz, Le soufisme : « al-taṣawwuf » et la spiritualité islamique, Bibliothèque de l'Institut du monde arabe, coll. « Islam-Occident », no 8, 1991, 155 p.  (ISBN 2-906062-19-7)
- Christian Bonaud ; sous la direction de Daniel Gimaret, Métaphysique et théologie dans les œuvres philosophiques et spirituelles de l'Imam Khomeyni, École pratique des hautes études (Paris). Section des sciences religieuses, 1995, 395 f.

Thèse de doctorat : Sciences religieuses : Paris, EPHE : 1995
- L'Imam Khomeini, un gnostique méconnu du XXe siècle : métaphysique et théologie dans les œuvres philosophiques et spirituelles de l'Imam Khomeyni, Beyrouth, Al-Bouraq, 1997, 560 p.  (ISBN 2-8416-1047-0)[7]

Texte remanié de : Thèse de doctorat : Sci. relig. : Paris EPHE : 1995 : Thèse soutenue sous le titre : « Métaphysique et théologie dans les œuvres philosophiques et spirituelles de l'Imam Khomeyni »
- Traduction du Coran